# 上汤乡
上汤乡，是中华人民共和国江西省九江市武宁县下辖的一个乡镇级行政单位。

## 行政区划
上汤乡下辖以下地区：
温汤村、刘家桥村、洋深村、九宫村、石溪村、梅溪村和店前村。